# Sylvilagus cunicularius
Sylvilagus cunicularius — вид ссавців родини зайцеві (Leporidae) ряду зайцеподібні (Leporiformes). Загальна довжина для цього виду становить 48.5–51.5 см.

## Відтворення
Вид здатний відтворюватися цілий рік, пік відтворення припадає на березень–жовтень. У виводку 6 кроленят. Термін вагітності становить 30 днів.

## Поширення
Ендемік Мексики. Поширений від штату Сіналоа на південь вздовж Тихоокеанського узбережжя до штату Оахака. Населяє тропічні, напівпосушливі й помірні ліси, відкриті ліси, густу чагарникову й трав'янисту місцевості. Хоча в усьому ареалі є рясним, вид зазнає певного тиску від руйнування середовища проживання, надмірного випасу й полювання.